# Mormoscopa sordescens
Mormoscopa sordescens är en fjärilsart som beskrevs av Eduard Rosenstock 1885. Mormoscopa sordescens ingår i släktet Mormoscopa och familjen nattflyn. Inga underarter finns listade i Catalogue of Life.

## Bildgalleri

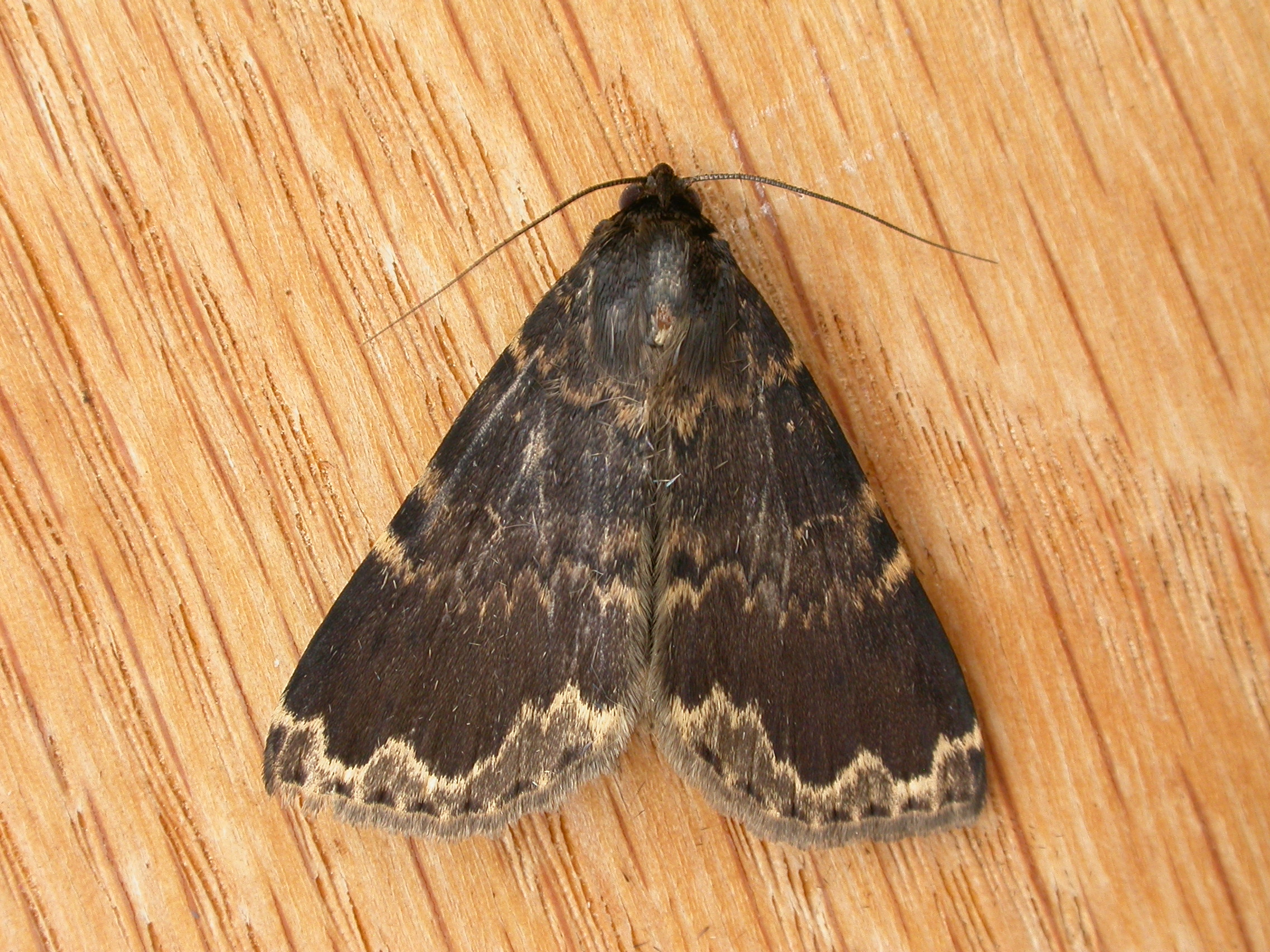